# Малиновка (Дзержинский район)
Мали́новка (бел. Малі́наўка) — деревня в составе Дзержинского сельсовета Дзержинского района Минской области Белоруссии. Деревня расположена в 7 километрах от Дзержинска, 37 километрах от Минска и 5 километрах от железнодорожной станции Койданово.

## История
Известна с начала XX века, как хутор в Станьковской волости Минского уезда Минской губернии. В 1917 году — 2 двора, 16 жителей. С 20 августа 1924 года в составе Макавицкого сельсовета (23 марта 1932 года — упразднён) Койдановского (с 29 июня 1932 года — Дзержинского) района Минского округа. С 31 июля 1937 года в составе Минского района, с 4 февраля 1939 года вновь в Дзержинском районе, с 20 февраля 1938 года в составе Минской области. В годы коллективизации в деревне организован колхоз.
В Великую Отечественную войну с 28 июня 1941 года до 7 июля 1944 года деревня была оккупирована немецко-фашистскими захватчиками. На фронте погиб 1 сельчанин. С 1954 года в составе Дзержинского сельсовета. Входила в колхоз имени Дзержинского (центр — д. Петковичи). В 1988 году — 14 жителей. По состоянию на 2009 год в составе СПК «Петковичи».

## Население
| Численность населения (по годам) | Численность населения (по годам) | Численность населения (по годам) | Численность населения (по годам) | Численность населения (по годам) | Численность населения (по годам) | Численность населения (по годам) | Численность населения (по годам) | Численность населения (по годам) | Численность населения (по годам) |
| 1917                             | 1988                             | 1997                             | 1999                             | 2004                             | 2010                             | 2017                             | 2018                             | 2020                             | 2022                             |
| -------------------------------- | -------------------------------- | -------------------------------- | -------------------------------- | -------------------------------- | -------------------------------- | -------------------------------- | -------------------------------- | -------------------------------- | -------------------------------- |
| 16                               | ↘ 14                             | ↘ 12                             | ↘ 9                              | ↘ 8                              | ↗ 11                             | ↘ 8                              | → 8                              | → 8                              | ↗ 9                              |

## Достопримечательность
- Памятный знак в честь земляков[6]